# Bous
Bous (luxembourgsk: Bus) er en kommune og et byområde i Luxembourg. Kommunen, som har et areal på 15,43 km², ligger i kantonen Remich i distriktet Grevenmacher. I 2005 havde kommunen 1.190 indbyggere. 
- Wikimedia Commons har flere filer relateret til Bous

49°33′20″N 6°19′50″Ø / 49.5556°N 6.3306°Ø